# Dick Pope

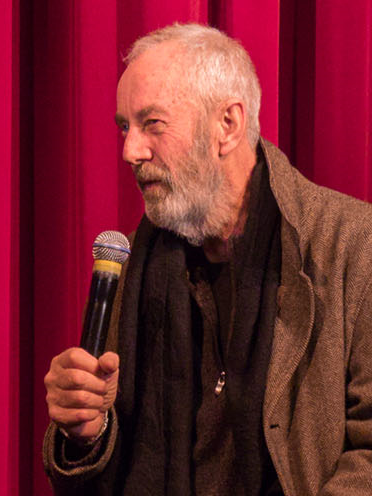
Dick Pope (2015)

Richard „Dick“ C. Pope (* 3. August 1947 in Bromley, Kent; † 22. Oktober 2024 in London) war ein britischer Kameramann. 2007 und 2015 erhielt er für seine Arbeiten an den Filmen The Illusionist und Mr. Turner – Meister des Lichts je eine Oscarnominierung.

## Leben
Der im dritten Quartal 1947 geborene Pope hat seit Beginn der 1980er in mehr als 50 Filmen als Kameramann mitgewirkt. Einer seiner ersten Filme war die Verfilmung von George Orwells 1984. Für seine Mitarbeit an der TV-Serie Porterhouse Blue war er 1988 für einen BAFTA Award nominiert. 1990 gewann Pope beim Sitges Festival Internacional de Cinema Fantàstic de Catalunya den Preis für die beste Kamera in dem Film Schrei in der Stille.
Seine Laufbahn begann Pope als animation cameraman für Werbe- und Trainingsfilme. Nach Stationen als clapperund loader arbeitete er als Assistent des Kameramanns Mike Whitaker, der ihn schließlich als Kameramann empfahl. Pope war als solcher dann an Dokumentationen und Konzertfilmen beteiligt. In den 1980er Jahren wandte er sich Filmen zu, außerdem war er Mitglied der British Society of Cinematographers. Pope war auch Gasttutor tätig, so an der National Film and Television School.
Mit Life is Sweet begann 1991 eine langjährige Zusammenarbeit Popes mit dem britischen Regisseur Mike Leigh, für den er in Filmen wie z. B. Nackt, Topsy-Turvy – Auf den Kopf gestellt oder Happy-Go-Lucky die Kameraführung übernahm. Für Leighs Filme Lügen und Geheimnisse und Vera Drake gewann Pope beim Camerimage, einem polnischen Filmfestival speziell für Kameraleute, 1996 bzw. 2004 jeweils einen Goldenen Frosch. 1999 gewannen Leigh und Pope bei diesem Festival gar einen Spezialpreis für die beste Zusammenarbeit zwischen Regisseur und Kameramann. Bereits 1995 war Pope mit dem Film Grenzenloser Haß für einen Goldenen Frosch nominiert. Mit Hard Truths wurde 2024 die sechste und letzte Zusammenarbeit von Pope und Leigh realisiert.
2006 arbeitete Pope für Regisseur Neil Burger an dem Film The Illusionist. Dafür wurde er bei der Oscarverleihung 2007 für einen Oscar in der Kategorie Beste Kamera nominiert. Er gewann außerdem Preise beim Camerimage-Festival, bei den San Diego Film Critics Society Awards und erhielt zudem eine Nominierung bei den Awards der American Society of Cinematographers.
Pope starb im Alter von 77 Jahren im Oktober 2024. Er hinterließ seine Ehefrau. Sein Schaffen als Chefkameramann umfasst mehr als 90 Produktionen.

## Filmografie (Auswahl)
- 1981: Samen des Bösen (Inseminoid)
- 1984: 1984 (Nineteen Eighty-Four)
- 1986: Die Frau auf dem Foto (The Girl in the Picture)
- 1987: Wandel und Handel (Rhosyn a Rhith)
- 1990: Land der schwarzen Sonne (Mountains of the Moon)
- 1990: Schrei in der Stille (Reflecting Skin)
- 1991: Life is Sweet
- 1993: Der geheime Garten (The Secret Garden)
- 1993: Nackt (Naked)
- 1995: Eine sachliche Romanze (An Awfully Big Adventure)
- 1996: Lügen und Geheimnisse (Secrets & Lies)
- 1997: Karriere Girls (Career Girls)
- 1997: Amy Foster – Im Meer der Gefühle (Swept from the Sea)
- 1998: Phantoms
- 1998: Akte X – Der Film (The X-Files)
- 1999: Topsy-Turvy – Auf den Kopf gestellt (Topsy-Turvy)
- 2000: The Way of the Gun
- 2001: Lara Croft: Tomb Raider
- 2002: All or Nothing
- 2002: Nicholas Nickleby
- 2004: Vera Drake
- 2005: Die Chroniken von Narnia: Der König von Narnia (The Chronicles of Narnia: The Lion, the Witch and the Wardrobe)
- 2006: The Illusionist
- 2006: Man of the Year
- 2007: Honeydripper
- 2008: Frontalknutschen (Angus, Thongs and Perfect Snogging)
- 2008: Happy-Go-Lucky
- 2008: Ich & Orson Welles (Me and Orson Welles)
- 2010: Another Year
- 2011: Bernie – Leichen pflastern seinen Weg (Bernie)
- 2014: Cuban Fury – Echte Männer tanzen (Cuban Fury)
- 2014: Mr. Turner – Meister des Lichts (Mr. Turner)
- 2015: Legend
- 2018: Peterloo
- 2019: Der Junge, der den Wind einfing (The Boy Who Harnessed the Wind)
- 2019: Motherless Brooklyn
- 2020: Supernova
- 2022: The Outfit
- 2024: Hard Truths